# Stepánivka (Berezivka)
Stepanivka  (ucraniano: Степанівка) es una localidad del Raión de Berezivka en el Óblast de Odesa de Ucrania. Según el censo de 2001, tiene una población de 332 habitantes.